# Landgericht Hof

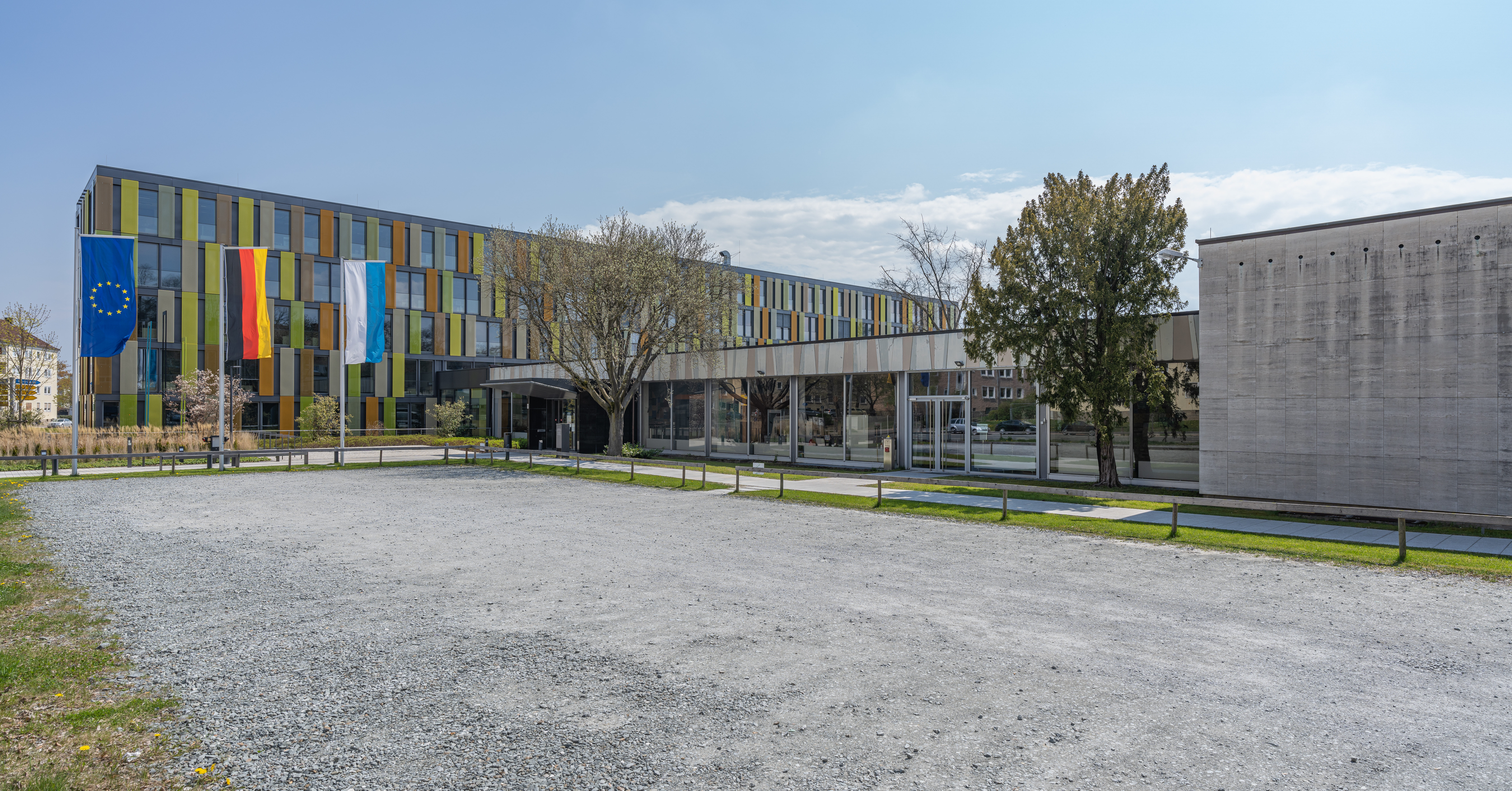
Ansicht des Gebäudes, in dem das Gericht seinen Sitz hat (2022)

Das Landgericht Hof ist ein Gericht der ordentlichen Gerichtsbarkeit. Es ist eines von 22 Landgerichten im Freistaat Bayern.

## Lage und Geschichte

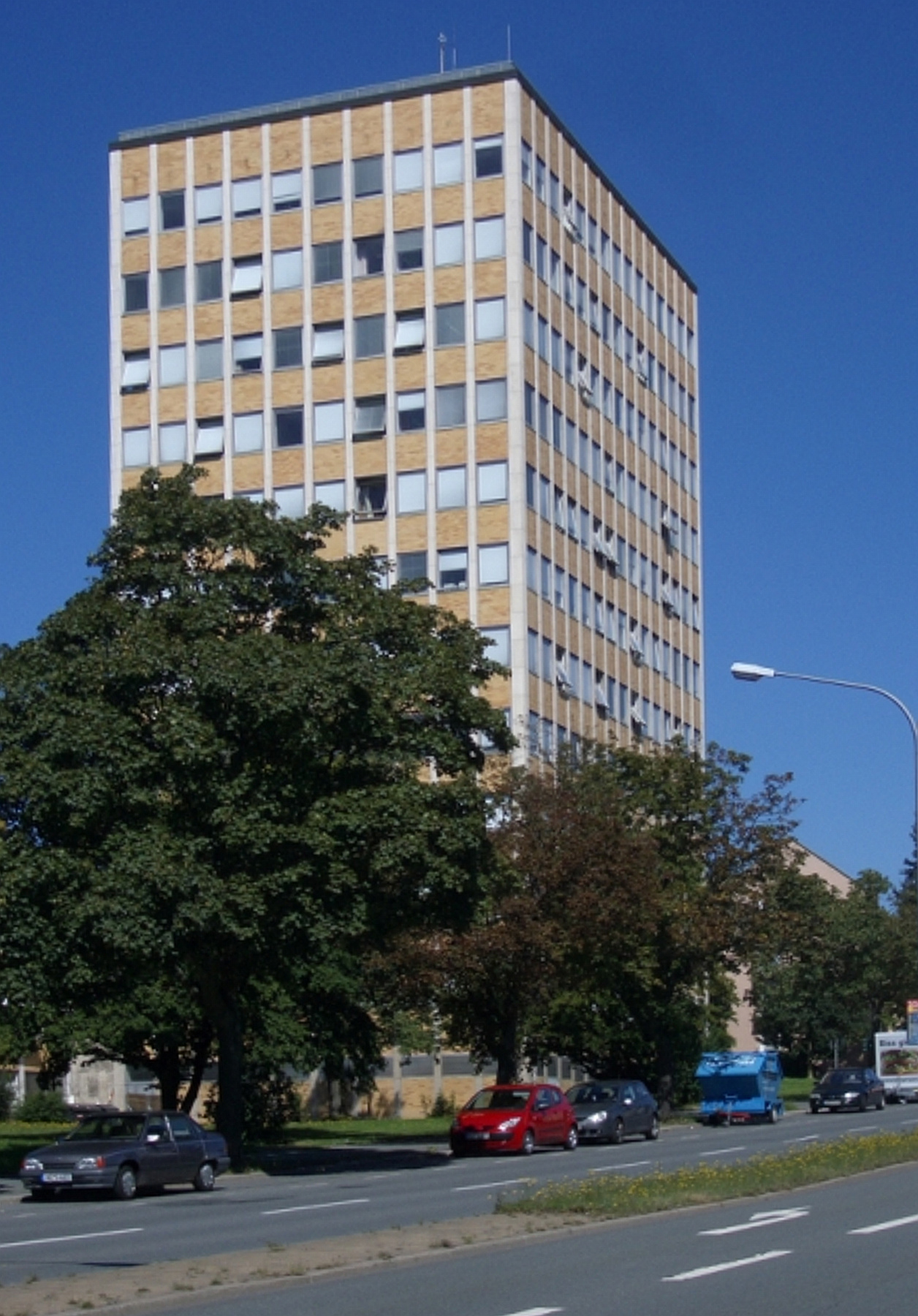
Das ehemalige Justizgebäude auf dem Berliner Platz (2014 abgerissen)

Das Gerichtsgebäude befindet sich im Westen der Stadt im Stadtteil Geigengrund, an der Ecke Ernst-Reuter-Straße/Jahnstraße am Berliner Platz.
Das Landgericht Hof wurde als Landgericht neuerer Art nach dem Gerichtsverfassungsgesetz von 1879 geschaffen. Vorläufer war das 1857 gegründete Bezirksgericht Hof.
Das markante Hochhaus aus den 1950er Jahren wurde 2014 abgerissen. Ein neuer Bau ist fertiggestellt, ein weiterer folgt. Das Gebäude wird von den Hofern umgangssprachlich als „Justizpalast“ bezeichnet.

## Landgerichtsbezirk, über- und nachgeordnete Gerichte
Das Landgericht Hof ist eines der sieben Landgerichte, denen das Oberlandesgericht Bamberg übergeordnet ist; nachgeordnet sind die Amtsgerichte in Hof und Wunsiedel (kreisfreie Stadt Hof mit Landkreis Hof bzw. Landkreis Wunsiedel).

## Landesarbeitsgericht Hof
Gemäß Arbeitsgerichtsgesetz vom 23. Dezember 1926 wurden in Deutschland Arbeitsgerichte gebildet. Diese waren nur in der ersten Instanz organisatorisch selbstständige Gerichte, die Landesarbeitsgerichte waren den Landgerichten zugeordnet. Am Landgericht Hof entstand so 1927 das Landesarbeitsgericht Hof als eines von 23 Landesarbeitsgerichten in Bayern. Sein Sprengel umfasste den Gerichtsbezirk des Landgerichts Hof mit den Arbeitsgerichten Hof, Kirchenlamitz, Münchberg, Naila, Rehau, Selb und Wunsiedel. Das Landesarbeitsgericht Hof wurde bereits zum 1. Januar 1930 aufgehoben, da die Zahl der Landesarbeitsgerichte auf sieben reduziert wurde. Die Aufgaben übernahm das Landesarbeitsgericht Bamberg.